# Kingdom (manga)
Kingdom (キングダム?, Kingudamu) è un manga scritto e disegnato da Yasuhisa Hara e pubblicato dal 2006 sulla rivista Weekly Young Jump della Shūeisha. È stato adattato successivamente in una serie televisiva anime dal giugno 2012 al febbraio 2013. Una seconda stagione è andata in onda dal giugno 2013 al marzo 2014 mentre una terza stagione è andata in onda dall'aprile 2020 all'ottobre 2021. Una quarta stagione è andata in onda dall'aprile all'ottobre 2022. Una quinta stagione è stata trasmessa dal gennaio al marzo 2024. Una sesta stagione è stata annunciata per ottobre 2025.
La storia è ambientata in Cina durante il periodo degli stati combattenti (475-221 a.C.), e vede protagonista Shin, un orfano di guerra nel Regno del Qin.

## Trama
(Inizio del manga Kingdom)
È l'anno 245 a.C. Shin e Hyō sono due orfani di guerra che vivono nella provincia Shi del regno Qin, nella parte occidentale della Cina. Quando non sono impegnati nel lavoro di servitori si esercitano con dei bastoni imitando i duelli con le spade, sognando di diventare un giorno i più grandi generali della Cina. Un giorno Hyō è notato da Shōbunkun, consigliere del principe ereditario Ei Sei del regno Qin, che lo convince a diventare servitore nel palazzo della capitale Kanyou. Seppur a malincuore, Hyō lascia Shin nella speranza di ottenere un futuro migliore e aiutare successivamente il suo amico.
Tempo dopo Hyō ritorna da Shin gravemente ferito, e prima di morire gli chiede di recarsi con urgenza in un villaggio vicino; qui incontra Ei Sei, che gli rivela di come Hyō è stato utilizzato come suo sosia e ucciso dagli assassini inviati dal suo fratellastro, il principe Seikyou, che ha usurpato il trono del regno Qin. Seikyou ha tentato di assassinarlo con il supporto del potente cancelliere Ketsu e del generale O Ki. Shin quindi decide di aiutare Ei Sei e uccide in duello l'assassino responsabile della morte di Hyō. Dopo essere fuggiti dalle guardie di Seikyou grazie all'aiuto della piccola Karyo Ten, vengono tratti in salvo da Shōbunkun e dal tenente Heki, e intraprendono un viaggio nel regno occidentale delle montagne, dove chiedono l'aiuto della regina Yotanwa per riconquistare il trono.
Ei Sei, Yotanwa e Shōbunkun capeggiano un'irruzione al palazzo reale, dove Shin contribuisce a uccidere il cancelliere Ketsu; Ei Sei si riappropria del trono anche grazie al generale O Ki, che aveva finto fin ad allora di appoggiare Seikyou. Shin va a vivere temporaneamente con la piccola Karyo Ten, e successivamente decide di arruolarsi nella speranza di diventare un generale come voleva il suo amico Hyō. Nella sua prima battaglia combatte fianco a fianco della fortissima Kyoukai, e per i suoi meriti sul campo viene promosso comandante di un’unità di cento uomini. In seguito, divenuto assieme a Karyo Ten amico fidato del principe Ei Sei, salva quest’ultimo dagli assassini inviati dal Cancelliere Supremo Ryo Fui, il rivale politico più spietato del principe. Shin scopre che Kyoukai fa parte del gruppo di assassini, ma la convince a desistere e insieme salvano il principe.
Kyoukai prima di fuggire rivela a Karyo Ten che l’unico motivo che ha di vivere è quello di ottenere informazioni per vendicare sua sorella, uccisa brutalmente in un rituale segreto al quale partecipano da secoli tutti i membri del suo clan. Shin ed Ei Sei si promettono a vicenda che faranno di tutto per raggiungere i propri obiettivi; Shin vuole diventare generale ed aiutare Ei Sei a sconfiggere Ryo Fui per intraprendere infine l'unificazione tutti i regni della Cina.

### Contesto storico
La storia di Kingdom è un adattamento del periodo storico cinese conosciuto come periodo degli stati combattenti, che ebbe termine nel 221 a.C. quando Ying Zheng, Re del Qin, portò a termine la conquista degli altri stati cinesi unificandoli.
Diversi personaggi del manga fanno riferimento a figure storiche realmente esistite, sebbene spesso vengono presentati con nomi diversi. Alcuni nomi cinesi infatti non hanno equivalenti kanji giapponesi; per esempio il nome Ō Ki (王骑) è leggermente alterato rispetto a quello di Wang Yi (王齮) perché l'ultimo carattere (齮) non esiste nei kanji.
Ci sono molti esempi di personaggi che fanno riferimento direttamente alla storia di quel periodo; Ei Sei è basato su Ying Zheng, il suo fratellastro Seikyō su Chengjiao, suo padre e suo nonno rispettivamente ai re Zhuangxiang e Zhaoxiang del Qin. Ryo Fui è ispirato a Lü Buwei, mentre i suoi sostenitori, Shōheikun e Ri Shi, sono basati su Changping e Li Si. La famiglia Mō (Mō Bu, Mō Gō, Mō Ten, Mō Ki) è basata sulla famiglia Meng (Meng Ao, Meng Wu, Meng Tian, Meng Yi).

## Personaggi

### Personaggi principali
Xin (信?, Shin)
Doppiato da: Masakazu Morita
È un orfano di guerra e vive in un villaggio di contadini insieme al suo amico Hyō, col quale condivide il sogno di diventare un grande generale famoso in tutta la Cina. Entrambi lavorano come servitori nella casa del capo del villaggio agricolo Jyouto, dove Shin viene spesso punito per la sua mancanza di rispetto. Esercitandosi con il suo amico in duelli con i bastoni è diventato molto forte e agile; le sue capacità di combattimento sono pari a quelle di Hyō, ma al contrario di quest'ultimo il suo stile di combattimento è molto irruento e istintivo. Dopo la morte di Hyō, utilizzato come sosia del principe ereditario Ei Sei nella lotta contro il suo fratellastro Seikyou, Shin uccide l'assassino Jo Kan, responsabile della morte di Hyō, e diventa amico di Ei Sei. Aiutati dalla piccola Karyo Ten sfuggono ai soldati di Seikyou, e vengono successivamente salvati dall'assassino Muta da Shōbunkun ed Heki, subordinati del principe Ei Sei. Partiti per il Regno occidentale delle Montagne, convincono la Regina Yotanwa ad aiutare Ei Sei a riappropriarsi del trono. Nell'irruzione al palazzo nella capitale Kanyou, Shin combatte a fianco di Heki e dei soldati di Yotanwa, e riesce a uccidere Saji, spadaccino al servizio del cancelliere Ketsu, potente alleato di Seikyou. Dopo la morte Ketsu, Shin viene ricompensato da Shōbunkun con un piccolo possedimento terriero, dove va a vivere assieme a Karyo Ten. Successivamente si arruola nella campagna militare d'invasione contro il regno Wei. Qui combatte al fianco di Kyoukai e aiuta il comandante Baku Koshin a uccidere il generale Kyuugen, e viene premiato con il ruolo di comandante di 100 uomini. In seguito la sua unità viene denominata "Unità Hi Shin" dal generale Ō Ki. Nelle successive campagne militari Shin ottiene numerosi riconoscimenti, e viene elevato al grado di comandante di 5000 uomini.
Yang Zheng (贏政?, Ei Sei)
Doppiato da: Jun Fukuyama
È il principe ereditario del regno Qin, nato da una relazione tra il precedente Re e una danzatrice. Dopo aver vissuto fino ai 9 anni assieme alla madre nella capitale del regno Zhao, dove vengono entrambi ferocemente maltrattati dagli altri abitanti della città, riesce a tornare nel Qin grazie al consigliere Shōbunkun. Successivamente suo fratello minore Seikyō organizza un colpo di stato, ma Ei Sei viene salvato dal sacrificio del suo sosia Hyō. Nella lotta per la riconquista del trono viene aiutata da Shin e dalla regina del popolo delle montagne, Yotanwa. Dopo aver riconquistato il trono, si prefigge di unificare tutti i regni della Cina così come desiderava suo nonno, il Grande Re Sho. Combatte a fianco della milizia civile della città di Sai durante l'ultimo assedio dell'Esercito di Coalizione al regno Qin. Al suo ventiduesimo anno di età viene incoronato ufficialmente Re del Qin.
Piao (漂?, Hyō)
Doppiato da: Jun Fukuyama
È il migliore amico di Shin, e anche lui aspira a diventare uno dei più grandi generali della Cina. Viene portato segretamente a palazzo da Shōbunkun e usato come sosia del principe. Muore a seguito delle ferite riportate durante lo scontro con la fazione del principe Seikyō, salvando coraggiosamente Heki e la sua truppa; in punto di morte dona la propria spada a Shin.
He Liao Diao (河了貂?, Karyō Ten)
Doppiato da: Rie Kugimiya
Ultima discendente di una tribu' delle montagne, vive di piccoli espedienti nei villaggi attorno alla capitale Kanyou. Incontra Shin ed Ei Sei e li aiuta a scappare dagli assassini di Seikyō. In seguito va a vivere con Shin e lentamente si innamora di lui. Grazie alla raccomandazione di Kyō Kai riesce a entrare nella scuola per strateghi di Shōheikun, ottenendo anche la menzione d'onore riservata ai migliori allievi. Diventa infine la stratega dell'Unità Hi Shin, realizzando il sogno di seguire Shin anche sul campo di battaglia.
Changwenjun (昌文君?, Shōbunkun)
Doppiato da: Yutaka Nakano
Ex ufficiale dell'esercito del regno Qin ai tempi del Grande Re Sho, periodo nel quale combatteva a fianco del generale Ō Ki. Diventa consigliere e mentore di Ei Sei. Detiene la carica di Cancelliere di Sinistra.
Bì (壁?, Heki)
Doppiato da: Kōji Yusa
Un subordinato di Shōbunkun. Dopo avere aiutato il principe Ei Sei a reinsediarsi, affronta numerose campagne militari e viene promosso generale.
Qiang Lei (羌瘣?, Kyō Kai)
Doppiato da: Yōko Hikasa
L'erede del leggendario clan di assassini Chi You. Ha l'obiettivo di vendicare la morte di sua sorella Xiang, avvenuta per mano di un altro membro del suo clan. Camuffata da uomo, incontra Shin per la prima volta nella battaglia delle Pianure di Dakan, dove dimostra la sua eccezionale abilità strategica e nelle arti marziali, salvando Shin e la sua unità. Entra a far parte dell'Unità Hi Shin, per poi abbandonarla temporaneamente per portare a termine la sua vendetta. Successivamente viene elevata al grado di comandante di un'unità distaccata di 3000 uomini, e anche lei inizia a perseguire l'obiettivo di diventare generale.

### Fazione di Lü Buwei
Lü Buwei (呂不韋?, Ryo Fui)
Doppiato da: Tesshō Genda
È un ex-mercante, Cancelliere Supremo del Regno Qin, che mira a diventare reggente. Entra in contatto col padre di Ei Sei, precedente re del Qin, acquisendo col tempo sempre più influenza nella regione. Amante della danzatrice Shinkokutaikō, la costrinse a lasciarlo per legarsi al re. Anni dopo viene eletto Cancelliere Supremo, e mira a uccidere Ei Sei prima che possa essere ufficialmente incoronato; diventando il reggente spera di instaurare relazioni economiche con gli altri sei Stati Combattenti tali da porre fine definitivamente alla guerra. Dispone di imponenti risorse economiche, politiche e militari, e i suoi uomini di fiducia sono conosciuti come i "Quattro Pilastri di Ryo". Per realizzare i suoi piani fa uccidere il principe Seikyō e manipola la fazione della Regina Madre in modo da indurla a tentare un colpo di stato. Dopo il fallimento di questo piano Ryo Fui viene riconosciuto come il principale responsabile e processato.
Changpingjun (昌平君?, Shōheikun)
Doppiato da: Junichi Suwabe
Nobile del regno Chu e uno dei "Quattro Pilastri". È specializzato nella strategia militare, e detiene anche la posizione di Cancelliere di Destra. Il suo contributo è fondamentale per impedire la distruzione del regno Qin durante l'invasione dell'Armata di Coalizione. Durante l'incoronazione di Ei Sei dichiara pubblicamente di uscire dalla fazione di Ryo Fui per entrare a far parte della fazione reale. Scende personalmente in battaglia per porre fine al tentativo di colpo di stato della Regina e Rou Ai.
Meng Wu (蒙武?, Mō Bu)
Doppiato da: Taiten Kusunoki
Fa parte dei "Quattro Pilastri di Ryo", e detiene la carica di generale dell'esercito del Cancelliere. È il figlio del generale Mō Gō, col quale in gioventù aveva vagabondato in lungo e largo nei sette Stati Combattenti, e padre di Mō Ten e Mō Ki . In battaglia risulta inarrestabile grazie alla sua forza fisica, tuttavia non è molto abile per quanto concerne le guerre prettamente difensive e tattiche. I suoi errori strategici contribuiscono alla morte del Generale Ō Ki a Bayou, ma quest'esperienza gli permette di crescere e sconfiggere il generale del Chu durante l'invasione dell'Armata di Coalizione.
Li Si (李斯?, Ri Shi)
È il più fedele dei "Quattro Pilastri di Ryo", e si occupa di tutte le questioni legali. Aiuta Ryo Fui per l'organizzazione del colpo di stato tentato dalla Regina Madre, poi conclusosi in modo fallimentare e seguìto dall'arresto di Ryo Fui e dello stesso Ri Shi. Dopo la formazione dell'alleanza tra il Qin e Re Ouken del Qi, Shōbunkun fa scagionare Ri Shi e lo convince a redigere un codice legale capace di regolamentare l'intera Cina qualora lo Stato Qin riesca nell'intento di conquistare gli altri sei stati.
Cai Ze (蔡沢?, Sai Taku)
Sai Taku fu uno dei cancellieri ai tempi del Grande Re Sho. È uno dei "Quattro Pilastri di Ryo", ed è il capo delle relazioni diplomatiche del regno Qin. Durante l'invasione dell'Armata di Coalizione riesce ad accordarsi con Re Ouken del Qi a ritirare la propria armata, riducendo il numero delle forze nemiche. In seguito Sai Taku intensifica i rapporti di amicizia con Re Ouken, convincendolo a tenere un incontro con Re Ei Sei nella capitale Qin, Kanyou; qui viene sancito un accordo di pace tra i due regni, siglato poco prima della morte dello stesso Sai Taku.

### Fazione di Chengjiao
Chengjiao (成蟜?, Seikyō)
Doppiato da: Kōki Miyata
Fratellastro di Ei Sei, inizialmente usurpa il trono e si proclama Re. A seguito del suo reinsediamento tuttavia Ei Sei gli risparmia la vita e lo fa imprigionare. Dopo alcuni anni, Seikyō è liberato da Ei Sei in modo che possa aiutarlo nella lotta politica contro Ryo Fui durante l'invasione dell'Armata di Coalizione. Gradualmente inizia a simpatizzare con le idee politiche del fratellastro, diventando degno di fiducia. Muore durante un complotto organizzato da Ryo Fui per mettere nuovamente uno contro l'altro i due fratelli.
Rui
Nobile del Regno Qin e moglie di Seikyō. Viene catturata e usata per far cadere in trappola Seikyō durante un complotto organizzato da Ryo Fui contro di lui. A seguito della morte del marito, l'odio per Ryo Fui la spinge a diventare una sostenitrice del principe Ei Sei.

### Fazione della Regina Madre
Bi Ki (秦国太后?, Shinkokutaikō)
Regina del regno Qin e madre di Ei Sei. Anni prima era una danzatrice del regno Zhao e amante di Ryo Fui. Rimane fortemente amareggiata quando questi decide di lasciarla per spingerla a unirsi al re del Qin. Dopo la nascita di Ei Sei, vengono entrambi catturati e trattenuti dal regno Zhao, il quale l'accusa di tradimento e la costringe a vivere in condizioni di miseria assoluta assieme al figlio. Il risentimento e l'odio di Bi Ki sono tali da spingerla a non provare nessun affetto materno per Ei Sei, tentando addirittura di ucciderlo più volte. Dopo il rientro nel Qin, lei e la sua fazione diventano fortemente ostili a Ei Sei. Dopo aver dato alla luce due figli illegittimi col servitore Rō Ai, organizza un colpo di stato che viene tuttavia bloccato. Imprigionata e sull'orlo della follia, Ei Sei le promette che un giorno si potrà ricongiungere ai due bambini, tratti segretamente in salvo ma ufficialmente giustiziati per proteggere la linea di discendenza al trono.
Lou Ai (?, Rō Ai)
Semplice servitore in un villaggio di contadini, viene camuffato da eunuco e introdotto nell'Harem Reale per ordine di Ryo Fui, in modo da sedurre la Regina. Dalla loro unione nascono due figli illegittimi tenuti segreti. Successivamente gli inviati di Ryo Fui fanno a credere a Rō Ai e alla Regina che la fazione Reale sia venuta a conoscenza della loro unione, e che l'unico modo per salvarsi sia quello di mettere in atto un colpo di stato durante la cerimonia di incoronazione di Ei Sei. Il fallimento di questo piano si conclude con la condanna a morte Rō Ai, che prima dell'esecuzione dichiara il suo amore per la Regina.
Xiang (向?, Kō)
Ancella nel palazzo dell'Harem, formalmente è legata alla fazione della Regina Madre, ma di fatto è innamorata del principe Ei Sei. Viene quasi uccisa quando scopre fortuitamente di un incontro amoroso tra Ryo Fui e la Regina nelle stanze segrete del palazzo. Tuttavia riesce ad avvisare Ei Sei dell'accaduto, che si affeziona a lei scegliendola come moglie, dando alla luce una figlia.

### Regno Qin
Wang Qi (王騎?, Ō Ki)
Doppiato da: Rikiya Koyama
Uno dei Sei Grandi Generali Celesti del regno Qin, un gruppo al quale era stata concessa completa autonomia militare dal Grande Re Sho. È ritenuto unanimemente uno dei generali più temibili di tutta la Cina, grazie alle sue impareggiabili doti strategiche e marziali; viene conosciuto con il soprannome di "Uccello mostruoso del Qin". Ō Ki aveva una grande venerazione per Re Sho, e sebbene inizialmente non ritienga Ei Sei in grado di ripercorrere le orme di suo nonno, decide di aiutarlo nel momento in cui il regno Zhao minaccia di invadere il Qin. Muore nella battaglia decisiva a Bayou, per mano del Generale Houken, dopo essere stato colpito a tradimento dalla freccia di un altro soldato. Prima di morire affida il proprio esercito al suo secondo Tou, e dona la propria arma a Shin.
Yo Tan Wa (?, Yang Duan He)
Regina del popolo delle montagne agli estremi confini del Regno Qin, da sempre temuto e odiato dagli abitanti delle pianure. Durante il colpo di stato di Seikyō accoglie la richiesta del principe Ei Sei di aiutarlo a riconquistare il trono, con la promessa da parte di quest'ultimo di un'alleanza pacifica col Regno Qin. Successivamente aiuta l'esercito Qin nella battaglia cruciale nella città di Sai contro l'Armata di Coalizione, conducendo personalmente i suoi uomini contro le truppe di Riboku, e dimostrando eccezionali abilità in combattimento. Le viene riconosciuto uno status militare equivalente a quello di un grande generale.
Wang Ben (?, Ō Hon)
Leader dell'unità speciale di 300 uomini Gyoku Hō, è il figlio del generale Ō Sen. È uno degli astri nascenti dell'esercito Qin, e si vanta di appartenere al ramo principale della famiglia nobile Ō. Insieme a Mō Ten, è uno dei rivali di Shin per il raggiungimento del titolo di generale. Particolarmente versato nei combattimenti con la lancia, riesce a raggiungere il grado di comandante di 1000 uomini prima di Shin. Nella battaglia contro l'esercito Wei elabora una strategia di battaglia molto rischiosa pur di non chiedere l'aiuto dell'armata di Ō Sen, collocata in quel momento in un territorio vicino, perché la richiesta sarebbe risultata disonorevole. Successivamente viene elevato al grado di comandante di 5000 uomini.
Meng Tian (?, Mō Ten)
Leader dell'unità speciale di 300 uomini Gaku Ka, è il nipote del generale Mō Gō e il figlio maggiore del generale Mō Bu. Anche lui come Ō Hon rivaleggia con Shin per il raggiungimento del grado di generale, ma al contrario del primo dimostra per Shin una grande stima. Ha sviluppato un carattere molto gioviale come reazione alla severità del padre, e anche sul campo di battaglia ostenta una certa noncuranza combattendo del tutto privo di armatura. Raggiunge il grado di comandante di 1000 uomini prima di Shin. Durante l'invasione dell'Armata di Coalizione viene gravemente ferito nel tentativo di aiutare suo padre sul campo di battaglia. Successivamente viene elevato al grado di comandante di 2000 uomini.

### Regno Zhao
Pang Nuan (龐煖?, Houken)
Esperto di arti marziali e di combattimento, è un "Cercatore del Percorso", ovverosia un uomo che si è allontanano dalla società per vivere come eremita e trascendere i limiti fisici e spirituali umani. Houken sostiene di essere diventato un bushin, un'incarnazione del Dio della Guerra. Tecnicamente non è un generale del regno Zhao, in quanto preferisce combattere da solo lasciando agli strateghi il controllo delle truppe. Dopo aver ucciso Kyou, uno dei Sei Grandi Generali del Qin e amante di Ō Ki, venne sconfitto in duello da quest'ultimo. L'umiliazione subita, lo induce alcuni anni dopo ad allearsi con Riboku, riuscendo infine ad uccidere Ō Ki.
Li Mu (李牧?, Riboku)
Primo Ministro ed ex-generale del regno Zhao. È del tutto sconosciuto in Cina fino a quando non sconfigge Ō Ki nella battaglia di Bayou, guerra che lui stesso aveva pianificato con il solo scopo di uccidere il grande generale. Riboku dimostra in quest'occasione un talento strategico eccezionale, e acquisisce grande notorietà in tutto il Paese. In seguito forma segretamente una coalizione con gli altri cinque grandi stati cinesi, con il solo scopo di distruggere il Qin e spartirsi il loro territorio. Dopo il fallimento dell'assedio dell'Armata di Coalizione, viene per un certo tempo esiliato dal regno Zhao. Recuperata la carica di Primo Ministro, scorta in missione diplomatica il Re del Qi Ou Ken fino alla capitale Qin, dove ottiene un incontro con Ei Sei chiedendogli di abbandonare il suo sogno di unificazione della Cina. Il rifiuto di quest'ultimo lo porta a intraprendere una massiccia opera di costruzione di fortificazioni al confine tra Qin e Zhao.

### Regno Wei
Lian Po (?, Ren Pa)
Ex-generale del Regno Zhao, a causa di alcune divergenze con il sovrano venne esiliato e successivamente reclutato dal Regno Wei. Grande rivale dei generali Qin e in particolare di Ō Ki, è l'ultimo ancora in vita dei grandi Generali Celesti che segnarono l'epoca d'oro degli Stati Combattenti. Quando l'esercito Qin tenta di invadere Wei con la campagna militare di Sanyou, Ren Pa torna a combattere con la speranza di trovare nel generale Mō Gō, suo vecchio e mediocre rivale, un valido avversario. Lo scontro si conclude con una tregua deludente per il Wei, e il sovrano del regno è costretto a esiliare, seppur a malincuore, Ren Pa. Trasferitosi nel regno Chu, Ren Pa inizia a svolgere il ruolo di mediatore tra i vertici militari dell'esercito Chu e uno dei funzionari politici che aveva assassinato il Primo Ministro Chu Shun Shin Kun mettendo in atto un colpo di stato.

### Regno Chu
Han Ming (?, Kan Mei)
Generale supremo dell'esercito Chu durante l'invasione dell'Armata di Coalizione contro il regno Qin. Viene considerato da molti l'uomo più forte della Cina; anni addietro, quand'era ancora giovane, aveva ucciso senza difficoltà ō Kotsu, uno dei Sei Generali Celesti del regno Qin. Forte della sua aura di imbattibilità, arriva al duello contro Mō Bu sicuro di vincere, ma quest'ultimo lo sconfigge dopo aver assistito al ferimento del figlio Mō Ten da parte dello stesso Kan Mei.
Chun Shen Jun (?, Shun Shin Kun)
Primo ministro del Regno Chu e capo degli affari militari, viene scelto come comandante supremo dell'Armata di Coalizione. È uno degli artefici della crescita che nei decenni passati ha reso il Regno Chu un super-stato, più grande degli altri Stati Combattenti, all'avanguardia nella tecnica metallurgica delle armi e militarmente superiore perfino al Regno Qin. Il fallimento dell'invasione al Regno Qin induce il Re Chu a esiliare Shun Shin Kun. Successivamente recupera la carica di Primo Ministro ma il suo assassinio getta nel caos il regno Chu.

### Regno Qi
Wang Jian (?, Ou Ken)
Re del regno Qi. Ou Ken nacque circa 50 anni prima l'inizio della storia, all'epoca in cui il regno Qi era un super-stato e gli altri sei regni (Qin, Zhao, Han, Yan, Chu, Wei) avevano formato un'Armata di Coalizione per distruggerlo. Il quasi totale annientamento del regno Qi segnò profondamente la vita di Re Ou Ken, che prese a considerare come riprovevoli le guerre che avevano devastato la Cina per 500 anni. Amico dell'ambasciatore Qin Sai Taku, viene convinto da quest'ultimo a ritirare il proprio esercito dall'Armata di Coalizione formata da Riboku contro il Qin. Successivamente si reca personalmente nel regno Qin per conoscere Ei Sei e, convinto dalla bontà del suo piano di unificazione della Cina come unica strada per far cessare la guerra, stipula con lui un trattato di pace e di resa incondizionata del Qi.

## Media

### Manga
La serie manga Kingdom è scritta e disegnata da Yasuhisa Hara. Nel gennaio 2006, il manga ha debuttato in un numero della rivista Weekly Young Jump, ed è tuttora pubblicato dalla rivista. Il primo volume tankōbon è stato pubblicato da Shūeisha il 19 maggio 2006 e al 17 luglio 2025 ne sono stati messi in vendita in tutto settantasei.
In Italia è stato pubblicato da GP Manga da giugno 2011 a maggio 2016 per i primi 27 volumi, mentre J-Pop continua la distribuzione dei successivi numeri a partire dal settembre dello stesso anno. La traduzione dei testi è curata da Roberta Tiberi, mentre il lettering è realizzato da Miriam Esteban Rossi.

### Anime
Un adattamento anime è stato prodotto dallo studio Pierrot. La prima stagione si compone di 38 episodi ed è stata trasmessa dal 4 giugno 2012 al 25 febbraio 2013 su NHK mentre la seconda presenta 39 episodi andati in onda dall'8 giugno 2013 al 1º marzo 2014.
Una terza stagione è stata annunciata l'8 novembre 2019 e presenta uno staff composto da nuovi membri; è andata in onda dal 5 aprile 2020 al 18 ottobre 2021.
Una quarta stagione è stata annunciata il 17 ottobre 2021 ed è andata in onda dal 10 aprile al 2 ottobre 2022. I membri del cast sono tornati a ricoprire i rispettivi ruoli. In Italia è stata pubblicata in simulcast su Crunchyroll in versione sottotitolata.
Una quinta stagione è stata annunciata dopo la conclusione della quarta ed è stata trasmessa dal 13 gennaio al 30 marzo 2024. In Italia la serie è stata pubblicata in simulcast su Crunchyroll.
Una sesta stagione è stata annunciata ad aprile 2025 ed è prevista per ottobre dello stesso anno.

### Videogiochi
Un videogioco per PlayStation Portable di genere beat 'em up è stato pubblicato il 2 novembre 2010, col titolo Kingdom Ikki Tousen no Tsurugi. Il gioco è stato reso disponibile solo in Giappone.
Nel 2016 è uscito un gioco free-to-play per smartphone intitolato Kingdom: Seven Flags, sempre come esclusiva per il territorio giapponese.

## Accoglienza
Kingdom ha vinto il primo premio nel Tezuka Osamu Cultural Prize 2013; il commento di un giudice è stato: "Non riesco a ricordare l'ultima volta che ho letto 30 volumi di fila [di un manga] con tale eccitazione" ("I can't remember the last time I read nearly 30 volumes in a row feeling this excited").
Il manga si è aggiudicato anche un Guinness World Record il 12 dicembre 2012 come manga creato da più persone. Il record è frutto della campagna "Social Kingdom" nel quale i fan e altri mangaka hanno rispettivamente scritto e disegnato interamente il ventiseiesimo volume. Tra i partecipanti spiccano in particolare Eiichirō Oda, Masashi Kishimoto, Hirohiko Araki.
La serie ha raggiunto la vendita di 20 milioni di copie a ottobre 2015.
Nell'aprile 2017 ha venduto 30 milioni di copie.
Nel sondaggio Manga Sōsenkyo 2021 indetto da TV Asahi, 150 000 persone hanno votato la loro top 100 delle serie manga e Kingdom si è classificata al 13º posto.